# Sins of the Past
Sins of the Past è un album della band heavy metal Helstar che per la prima volta pubblica tramite AFM Records.
Il disco contiene canzoni già presenti nei primi quattro album, ma registrate con nuove sonorità nel 2007 (quando il gruppo si è ufficialmente riformato) ed include anche due brani inediti che, in una diversa versione, saranno inseriti nell'album successivo.

## Tracce
Originariamente incise su:
(1) Burning Star; 
(2) Remnants of War; 
(3) A Distant Thunder; 
(4) Nosferatu.
1. Burning Star – 3:56 – (1)
2. Suicidal Nightmare – 5:11 – (2)
3. The King Is Dead – 3:59 – (3)
4. Evil Reign – 4:22 – (2)
5. Baptized in Blood – 5:31 – (4)
6. Witch's Eye – 3:02 – (1)
7. Tyrannicide – 5:09 – (3)
8. Harker's Tale (Mass of Death) – 4:28 – (4)
9. Angel of Death – 6:22 – (2)
10. Dracula's Castle – 4:56 – (1)
11. Face the Wicked One – 5:21 – (2)
12. Tormentor – 5:27 – (inedita, registrata nuovamente per The King of Hell)
13. Caress of the Dead – 5:02 – (inedita, registrata nuovamente per The King of Hell)

## Formazione
- James Rivera – voce
- Larry Barragan – chitarra
- Rob Trevino – chitarra
- Jerry Abarca – basso
- Russel DeLeon – batteria